# Croația la Concursul Muzical Eurovision 2010
Croația participă la concursul muzical Eurovision 2010. Concursul național de determinare a reprezentantului Croației s-a numit Dora 2010 și finala acestuia a avut loc la 6 martie 2010. A învins formația Feminnem cu melodia Lako je sve. 